# 10122 Fröding
(10122) Fröding, denumire internațională (10122) Froding, este un asteroid din centura principală de asteroizi.

## Descriere
10122 Fröding este un asteroid din centura principală de asteroizi. A fost descoperit pe 27 ianuarie 1993 la Caussols de Eric Walter Elst. Asteroidul prezintă o orbită caracterizată de o semiaxă mare de 3,22 ua, o excentricitate de 0,17 și o înclinație de 0,5° în raport cu ecliptica.